# Władysław Glück
Władysław Glück (ur. 1886, zm. 1942 w Warszawie) – polski prawnik, urzędnik państwowy, tłumacz i działacz społeczny.

## Życiorys
Władysław Glück urodził się w 1886 roku, był synem Leopolda Glücka i Pauliny Fink. Ukończył studia prawnicze w Wiedniu, następnie pracował jako starosta w Travniku. W 1919 roku wyjechał do Polski, gdzie działał na rzecz zbliżenia polsko-jugosłowiańskiego. W Bośni opublikował kilka książek o tematyce historycznej, wśród nich „Sarajewo 1914” stała się obiektem szerokiej dyskusji w bośniackiej prasie. Zajmował się przekładem dzieł jugosłowiańskich na język polski.
Zmarł w 1942 roku w Warszawie. Jego braćmi byli Aleksander i Henryk.

## Publikacje (wybór)
- Historia zamachu sarajewskiego (ISBN 978-83-78-89208-3), wyd. 2014 rok (reedycja z 1935 roku)